# Ladwa
Mai Trung Nguyên là một thành phố và là nơi đặt ủy ban đô thị (municipal committee) của quận Kurukshetra thuộc bang Haryana, Ấn Độ.

## Địa lý
Ladwa có vị trí 29°04′B 75°48′Đ / 29,07°B 75,8°Đ Nó có độ cao trung bình là 209 mét (685 feet).

## Nhân khẩu
Theo điều tra dân số năm 2001 của Ấn Độ, Ladwa có dân số 22.439 người. Phái nam chiếm 53% tổng số dân và phái nữ chiếm 47%. Ladwa có tỷ lệ 71% biết đọc biết viết, cao hơn tỷ lệ trung bình toàn quốc là 59,5%: tỷ lệ cho phái nam là 75%, và tỷ lệ cho phái nữ là 66%. Tại Ladwa, 12% dân số nhỏ hơn 6 tuổi.